# William Messing
William Messing es un matemático estadounidense especializado en geometría aritmética.
Messing obtuvo su doctorado en 1971 en la Universidad de Princeton teniendo como supervisor a Alexander Grothendieck (y a Nicholas Katz) con una tesis titulada The Crystals Associated to Barsotti–Tate Groups: With Applications to Abelian Schemes (en inglés: Los cristales asociados a grupos de Barsotti-Tate: Con aplicaciones a esquemas abelianos). En 1972 obtuvo un puesto como profesor en el Instituto Tecnológico de Massachusetts, tras lo cual se trasladó como profesor a la Universidad de Minnesota en Minneapolis.
En su tesis, Messing trabajó sobre una conferencia de Grothendieck de 1970 en el Congreso Internacional de Matemáticos en Niza sobre grupos p-divisibles (grupos de Barsotti-Tate), importantes en geometría algebraica en característica prima e introducidos en la década de 1950 por Dieudonné en su estudio de álgebras de Lie sobre cuerpos de característica finita. Messing trabajó conjuntamente con Pierre Berthelot, Barry Mazur y Aise Johan de Jong.

## Trabajos
- Pierre Berthelot, Messing, Theorie de Dieudonné cristalline I, Journées de Geometrie Algebrique de Rennes, 1978, volume 1, pp. 17–37, Asterisque, volumen 63, 1979
- Pierre Berthelot, Lawrence Breen, Messing, Theorie de Dieudonné cristalline II, Springer Lecture Notes in Mathematics, volumen 930, 1982
- With Berthelot, Theorie de Dieudonné cristalline III, en Paul Cartier et al., Grothendieck Festschrift, volumen 1, 1990, Springer, pág. 173
- Barry Mazur, Messing, Universal extensions and one dimensional cristalline cohomology, Springer Lecture Notes in Mathematics, volumen 370, 1974
- Messing, The crystals associated to Barsotti–Tate groups: with applications to abelian schemes, Springer Lecture Notes in Mathematics, volumen 264, 1972